# 北潭涌巴士總站
北潭涌巴士總站（英文：Pak Tam Chung Bus Terminus）位於香港新界西貢半島中部的北潭涌，供公共巴士、專線小巴和的士使用，是往來西貢半島東北的必經之地。由總站起前往西貢郊野公園方向的道路受到限制，祇准憑有效許可證或獲授權的車輛駛入，駕車人士一般祇能到達總站旁的停車場，然後到巴士總站乘搭公共交通工具進入郊野公園範圍。
西貢向來有「香港後花園」之美譽，假日大部份前往西貢郊野公園的遊人，也需乘車途經此地；巴士總站旁有多個景點，如西貢郊野公園遊客中心、北潭涌家樂徑、保良局渡假營和傷健樂園等，令總站在假日的使用量飈升。

## 位置
北潭涌巴士總站依大網仔路（東行）而建，站頭朝向東北方。
- 前往郊野公園方向的車輛，從大網仔路（東行）靠左駛入總站，離站後駛過漁農自然護理署設置的關閘進入郊野公園。
- 前往西貢市方向的車輛，通過關閘後沿大網仔路（西行）靠右，然後右轉駛入總站，離站時再右轉駛入大網仔路（西行）。

## 設施

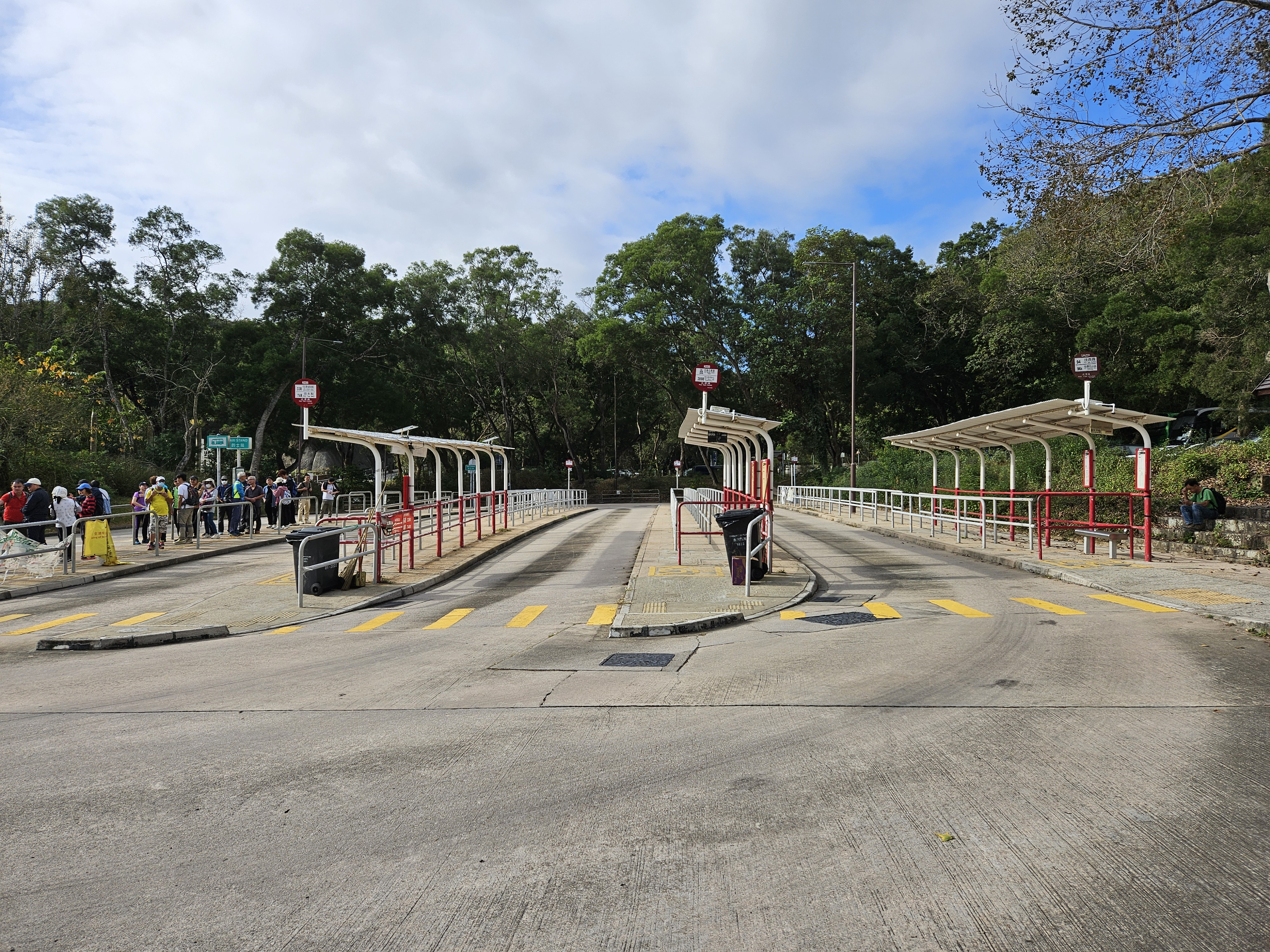
北潭涌巴士總站

總站共有四條車道，其中三條為公共巴士站，餘下最接近馬路的一條供專線小巴和的士使用。
- 九巴佔有兩條單線車道，供分別前往西貢市及黃石碼頭方向的巴士停靠。巴士站編號根據大網仔路沿線分站編排，分別是TA17-E-1600-0及TA17-E-1650-0。
- 專線小巴7號線、9號線和市區的士及新界的士共用餘下一條雙線車道。
- 所有車道設有行人過路綫，候車月台有供殘疾人士專用的候車區。

## 總站路線資料（巴士）

### 九龍巴士33R線
- 荃灣（愉景新城） ↔ 北潭涌

2022年12月17日開辦，途經大網仔、企嶺下、樟木頭、馬鞍山市中心、城門隧道、荃灣市中心及如心廣場，本線只於星期六、星期日及公眾假期提供服務。

### 九龍巴士74R線
- 大埔（太和） ↔ 北潭涌

2022年12月17日開辦，途經大網仔、企嶺下、樟木頭、馬鞍山市中心、廣福邨、大埔中心及太和廣場，本線只於星期六、星期日及公眾假期提供服務。

## 途經路線資料（巴士）

### 九龍巴士94線
- 黃石碼頭 ↔ 西貢

每天早上至晚上提供服務，假日班次會因應遊人多寡而調整，途經西貢市、大環、大網仔、北潭涌、鯽魚湖、北潭凹、高塘及黃石。

### 九龍巴士96R線
- 鑽石山站 ↔ 黃石碼頭

本線祇在星期六、星期日、公眾假期及中秋節晚上提供服務，途經鑽石山、彩虹邨、順利邨、井欄樹、壁屋、蠔涌、白沙灣、北港、西貢市、大環、大網仔、北潭涌、鯽魚湖、北潭凹、高塘及黃石。

### 九龍巴士289R線
- 黃石碼頭 ↔ 沙田市中心

本線祇在星期六、星期日及公眾假期提供服務，途經黃石、高塘、北潭凹、鯽魚湖、北潭涌、大網仔、企嶺下、樟木頭、沙田第一城、及富豪花園。

### 九龍巴士R94線
- 太和 ↔ 黃石碼頭

本線祇在塔門聯鄉建醮期間提供服務，為特快線來往太和及黃石碼頭，途經黃石、北潭涌、西澳、馬鞍山市中心、廣福邨及大埔超級城。

## 途經路線資料（專線小巴）

### 新界區專線小巴7號線
- 西貢 ↔ 海下

每天早上至傍晚提供服務，途經西貢市、大環、大網仔、北潭涌、鯽魚湖、北潭凹、高塘、白沙澳、海下。

### 新界區專線小巴9號線
- 西貢 ↔ 麥理浩夫人渡假村

每天早上至晚上提供服務，途經西貢市、大環、大網仔、北潭涌、鯽魚湖。

### 新界區專線小巴9A線
- 北潭涌 ↔ 萬宜水庫東壩

只於星期日及公眾假期下午時段提供服務，途經西貢萬宜路。

## 過往總站路線資料
西貢自成為香港市民假日郊遊的好去處後，政府和一些愛好郊遊的人士在這裡不斷發掘到更值得遊覽，且具特色的景點，可是位置卻頗遠，以往祇能到達北潭涌的交通路線顯得「到喉唔到肺」。由於該些路線未能滿足實際需求，需予以取消。不過，近年又開辦了一些以北潭涌為總站的巴士路線，比如33R和74R。
- 九龍巴士93R線

- 九龍巴士95R線

- 九龍巴士289R線

- 過海隧道巴士698R線

- 過海隧道巴士T6線

## 車坑分佈
| 車坑分佈（以入口最左邊起計） | 車坑分佈（以入口最左邊起計） | 車坑分佈（以入口最左邊起計）              |
| 車坑編號                     | 車坑數目                     | 路線                                      |
| ---------------------------- | ---------------------------- | ----------------------------------------- |
| 1                            | 單坑                         | 九龍巴士94（往西貢）、96R（往鑽石山站）線 |
| 2                            | 單坑                         | 九龍巴士94、96R、289R（往黃石碼頭）線     |
| 3                            | 單坑                         | 九龍巴士33R、74R線                        |
| 4                            | 雙坑                         | 專線小巴7、9、9A線 的士站                 |

## 外部連結
- 城巴698R線官方網頁[]
- 香港地政總署 地理資訊地圖（页面存档备份，存于）